# نادي الظفر
نادي الظفر الرياضي هو فريق كرة قدم عراقي مقره في بغداد، تم تأسيسه في 2019، يلعب في الدوري العراقي الدرجة الثالثة.

## روابط خارجية
- نادي الظفر على Goalzz.com
- أندية العراق - تواريخ التأسيس